# Ekalaka
Ekalaka és una població dels Estats Units a l'estat de Montana. Segons el cens del 2000 tenia 410 habitants.

## Demografia
Segons el cens del 2000, Ekalaka tenia 410 habitants, 195 habitatges, i 109 famílies. La densitat de població era de 150,8 habitants per km².
Dels 195 habitatges en un 21,5% hi vivien nens de menys de 18 anys, en un 44,6% hi vivien parelles casades, en un 8,7% dones solteres, i en un 43,6% no eren unitats familiars. En el 42,1% dels habitatges hi vivien persones soles el 25,6% de les quals corresponia a persones de 65 anys o més que vivien soles. El nombre mitjà de persones vivint en cada habitatge era de 2,02 i el nombre mitjà de persones que vivien en cada família era de 2,73.
Per edats la població es repartia de la següent manera: un 21,7% tenia menys de 18 anys, un 2,4% entre 18 i 24, un 21,7% entre 25 i 44, un 24,1% de 45 a 60 i un 30% 65 anys o més.
L'edat mediana era de 49 anys. Per cada 100 dones de 18 o més anys hi havia 80,3 homes.
La renda mediana per habitatge era de 19.432 $ i la renda mediana per família de 27.750 $. Els homes tenien una renda mediana de 22.656 $ mentre que les dones 18.125 $. La renda per capita de la població era de 13.667 $. Aproximadament el 7,1% de les famílies i el 12,2% de la població estaven per davall del llindar de pobresa.

## Poblacions més properes
El següent diagrama mostra les poblacions més properes.